# Francisco Peixoto de Lacerda Werneck (neto)
Francisco Peixoto de Lacerda Werneck (Pati do Alferes, 26 de setembro de 1861 — 1893, Guarapuava) foi um magistrado, militar e abolicionista brasileiro.
Filho do Dr. Luís Peixoto de Lacerda Werneck e Isabel Augusta das Chagas Werneck, era neto dos barões do Pati do Alferes.
Freqüentou inicialmente o Colégio Progresso de Juiz de Fora, com os estudos custeados pelo seu padrinho e primo o Visconde de Ubá. Seguio para a cidade de São Paulo onde começou o curso de Direito. Ali, na Faculdade de Direito de São Paulo, no ano de 1881, envolveu-se na polêmica religiosa filosófica que ficou conhecida como o Caso do Estudante Werneck, onde foi suspenso por dois anos, e acabou formando-se, em 1885, pela Faculdade de Direito do Recife.
Ingressou na magistratura, e foi juiz municipal de Leopoldina, cidade onde ficou viúvo, aos 28 anos de idade, de Elisa Montenegro, sua primeira esposa.  Por motivos de saúde transferiu-se para o estado do Paraná onde foi nomeado juiz municipal e de Órfãos de Guarapuava, por decreto governamental de 1890. Prestou juramento do cargo, perante o Dr. Ernesto Dias Laranjeira em data de 25 de abril do mesmo ano.
Em Guarapuava contraí suas segundas núpcias com Eponina Virmond, filha do capitão Frederico Guilherme Virmond e Maria do Belém Virmond.
A Revolução Federalista iniciou em 5 de setembro de 1893, em dezembro do mesmo ano pediu para ser declarado juiz avulso, transmitindo o cargo ao seu substituto, Sebastião Dias de Siqueira. Em sessão extraordinária de 15 de fevereiro de 1894 da Câmara Municipal, sob a presidência do padre Pedro Alves da Costa Machado, foi empossado no posto de Coronel, para servir de Comandante do Batalhão de Voluntários, que por ordem do governador do estado, Dr. João Meneses Dória, criara-se naquele Município, e que serviria para garantia da ordem, da tranqüilidade pública e defesa da integridade estadual, durante o tempo que durasse a revolução.  Vítima da mesma revolução, foi degolado e assassinado em pleno sertão, na fazenda Pinhal Ralo, direção de Foz do Iguaçu, pelos jagunços partidários de Gumercindo Saraiva.
Era seguidor da filosofia positivista. Foi jornalista e abolicionista. Deixou pelas suas sentenças uma amostra de grande e sólida cultura humana e jurídica.
Deixou um filho único, Frederico Virmond de Lacerda Werneck, deputado constituinte, fazendeiro e advogado paranaense.